# Bevče
Bevče este o localitate din comuna Velenje, Slovenia, cu o populație de 216 locuitori.